# Óblast de Kostromá
Óblast de Kostromá (en ruso: Костромска́я о́бласть, tr.: Kostromskaya óblast) es uno de los cuarenta y siete óblast que, junto con las veintiuna repúblicas, nueve krais, cuatro distritos autónomos y dos ciudades federales, conforman los ochenta y tres sujetos federales de Rusia. Su capital es la homónima Kostromá. Está ubicado en el distrito Central limitando al norte con Vólogda, al este con Kírov, al sur con Nizhni Nóvgorod e Ivánovo, y al oeste con Yaroslavl. 

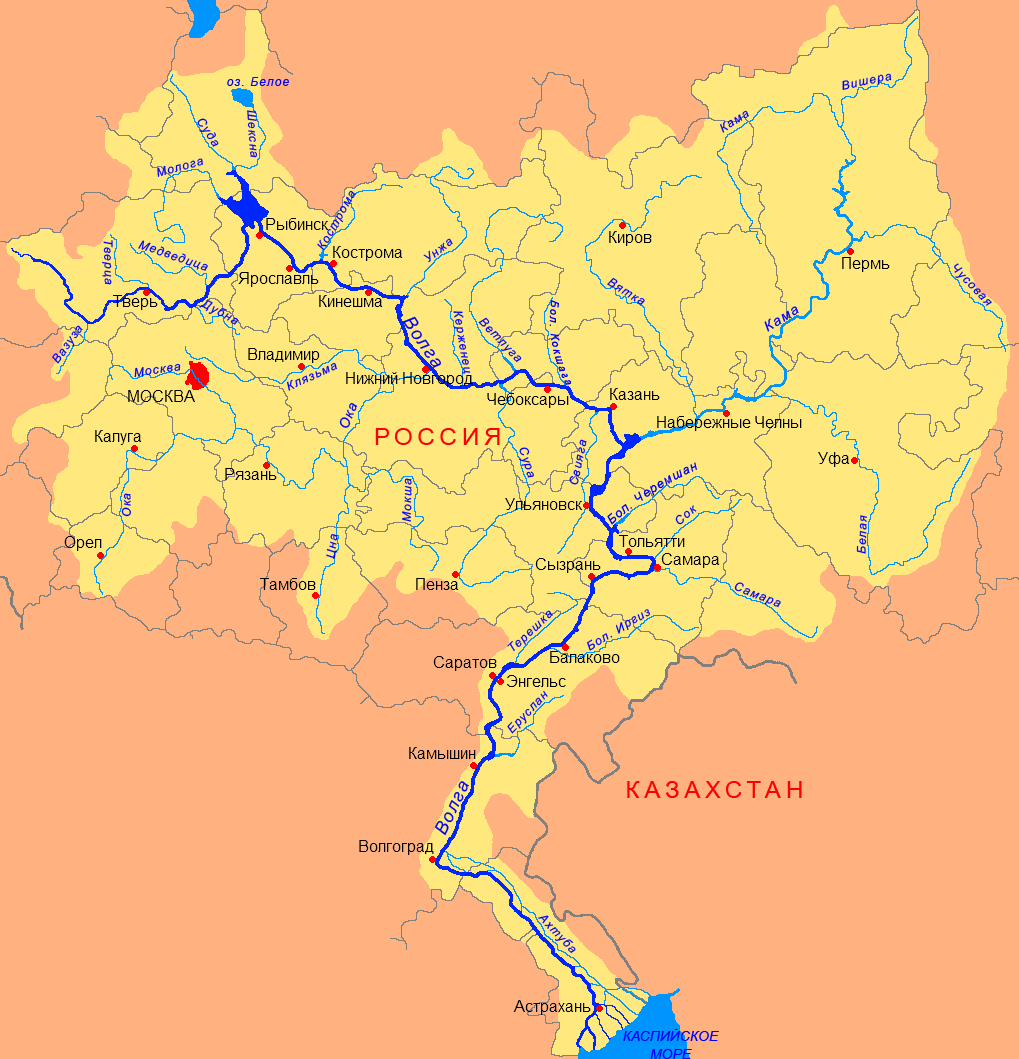
El Volga (Во́лга) fluye por el suroeste de este óblast, pasando por la capital, Kostromá (Кострома́), como se puede ver en este mapa en ruso

Las principales ciudades históricas incluyen a Kostromá, Nérejta, Gálich, Soligálich y Makáriev. En él se han desarrollado las industrias textiles desde principios del siglo XVIII.

## Geografía
El óblast tiene fronteras con los óblast de Vólogda (N), Kírov (E), Nizhni Nóvgorod (S), Ivánovo (O), y Yaroslavl (NO). Los ríos principales son el Volga y el Kostromá. La mayor parte del área está cubierta de bosques, lo que hace que la región sea una de las mayores productoras madereras de Europa.

### Zona horaria
El óblast de Kostromá está localizado en la zona horaria de Moscú (MSK/MSD). La diferencia con UTC es +0300 (MSK)/+0400 (MSD).